# London Woodberry
London Woodberry (McKinney, 28 mei 1991) is een Amerikaans voetballer die bij voorkeur speelt als verdediger. In 2015 tekende hij een contract bij New England Revolution uit de Major League Soccer.

## Clubcarrière
Op 9 januari 2013 tekende Woodberry een 'homegrown' contract bij FC Dallas. Zijn competitiedebuut maakte hij op 23 maart 2013 als invaller tegen Real Salt Lake. Woodberry speelde acht competitiewedstrijden bij Dallas en verliet de club in maart van 2014. Op 9 april 2014 tekende hij bij Arizona United uit de USL Pro. Hij speelde daar vierentwintig competitiewedstrijden. Op 28 februari 2015 tekende hij bij New England Revolution. Zijn debuut maakte hij op 19 april 2015 tegen Philadelphia Union. Hij kreeg na afloop van de wedstrijd lovende kritiek van trainer Jay Heaps en zijn medespelers.